# Solatopupa guidoni
Solatopupa guidoni es una especie de molusco gasterópodo de la familia Chondrinidae en el orden de los Stylommatophora.

## Distribución geográfica
Se encuentra en Francia e Italia.   